# Pavel Patera
Temple de la renommée du hockey tchèque :
Pavel Patera (né le 6 septembre 1971 à Kladno en Tchécoslovaquie aujourd'hui ville de République tchèque) est un joueur professionnel de hockey sur glace tchèque.

## Carrière en club
Il commence sa carrière dans le championnat de Tchécoslovaquie de première division avec l'équipe du Poldi SONP Kladno en 1990. Il continue au sein de l'équipe jusqu'en 1996-97 et a accompagné l'équipe lors de la création de la nouvelle ligue Élite de la Tchéquie en 1993, l'Extraliga. En 1994 et 1995, il est sacré meilleur pointeur de la saison avec 60 et 87 points. Il est également le meilleur passeur de l'équipe en 1995 avec 56 passes décisives.
En 1996-1997 en compagnie de ses coéquipiers, Martin Procházka et Otakar Vejvoda, il rejoint l'AIK IF du championnat suédois : l’Elitserien. Il joue au sein de l'équipe pendant trois ans et au cours de l'été 1998, il participe au repêchage d'entrée dans la Ligue nationale de hockey. Choisi par les Stars de Dallas en tant que 153e choix (sixième ronde), il choisit de continuer à jouer en Europe et intègre en 1998 l'effectif du HC Vsetín. Il y retrouve une nouvelle fois Procházka et ensemble ils sont sacrés champion de l'Extraliga en 1998-1999. Il commence la saison suivante dans la LNH en portant pour la première fois le maillot des Stars mais au bout de 12 matchs joués il rentre au pays pour jouer le reste de la saison avec Vsetín.
En 2000, il joue pour le Wild du Minnesota mais également pour les Lumberjacks de Cleveland de la Ligue internationale de hockey. Ne se faisant pas au jeu d'Amérique du Nord, il retourne dans son pays pour trois matchs puis finalement avec Procházka ils signent au sein de la ligue russe pour l'Avangard Omsk. Patera y passe trois saisons avant de revenir jouer en Tchéquie pour Kldano, toujours aux côtés de Procházka. Au cours de la saison 2002-2003, il est le meilleur passeur et pointeur de la ligue russe ainsi que le joueur avec le meilleur différentiel +/- de la saison.
En 2006-07, il remporte une nouvelle fois le titre de meilleur passeur de la ligue avec 39 passes décisives.

### Honneurs et trophées personnels
Extraliga
- Meilleur pointeur en 1994 et 1995 (60 et 87 points) avec HC Kladno
- Meilleur passeur en 1995 et 2007 (56 et 39 passes) avec HC Kladno
- Champion en 1999 avec HC Vsetín

Superliga
- Meilleur pointeur en 2003 (46 points) avec Avangard Omsk
- Meilleur passeur en 2003 (32 passes) avec Avangard Omsk
- Meilleur différence +/- en 2003 (+33) avec Avangard Omsk
- 2002 : participe au Match des étoiles avec l'équipe Est.

Ligue nationale de hockey
- Choisi 153e au repêchage d'entrée de 1998 par les Stars de Dallas

## Statistiques
| Saison    | Équipe                   | Ligue       |    | Saison régulière | Saison régulière | Saison régulière | Saison régulière | Saison régulière |   | Séries éliminatoires | Séries éliminatoires | Séries éliminatoires | Séries éliminatoires | Séries éliminatoires |
| Saison    | Équipe                   | Ligue       | PJ | B                | A                | Pts              | Pun              | PJ               | B | A                    | Pts                  | Pun                  |                      |                      |
| 1990-1991 | Poldi SONP Kladno        | 1.liga tch. | 3  | 0                | 0                | 0                |                  |                  |   |                      |                      |                      |                      |                      |
| 1991-1992 | Poldi SONP Kladno        | 1.liga tch. | 38 | 12               | 11               | 23               | 26               | 8                | 8 | 4                    | 12                   | 0                    |                      |                      |
| 1992-1993 | Poldi SONP Kladno        | 1.liga tch. | 42 | 9                | 25               | 34               |                  |                  |   |                      |                      |                      |                      |                      |
| 1993-1994 | Poldi SONP Kladno        | Extraliga   | 43 | 21               | 39               | 60               |                  | 11               | 5 | 10                   | 15                   |                      |                      |                      |
| 1994-1995 | Poldi SONP Kladno        | Extraliga   | 54 | 31               | 56               | 87               | 30               |                  |   |                      |                      |                      |                      |                      |
| 1995-1996 | Poldi SONP Kladno        | Extraliga   | 40 | 24               | 31               | 55               | 38               | 8                | 3 | 1                    | 4                    | 34                   |                      |                      |
| 1996-1997 | AIK IF                   | Elitserien  | 50 | 19               | 24               | 43               | 44               | 7                | 2 | 3                    | 5                    | 6                    |                      |                      |
| 1997-1998 | AIK IF                   | Elitserien  | 46 | 8                | 17               | 25               | 50               |                  |   |                      |                      |                      |                      |                      |
| 1997-1998 | AIK IF                   | Division 1  |    |                  |                  |                  |                  | 9                | 3 | 7                    | 10                   | 10                   |                      |                      |
| 1998-1999 | HC Vsetín                | Extraliga   | 52 | 16               | 37               | 53               | 58               | 12               | 5 | 10                   | 15                   |                      |                      |                      |
| 1999-2000 | Stars de Dallas          | LNH         | 12 | 1                | 4                | 5                | 4                |                  |   |                      |                      |                      |                      |                      |
| 1999-2000 | HC Vsetín                | Extraliga   | 29 | 8                | 14               | 22               | 48               | 9                | 3 | 4                    | 7                    | 8                    |                      |                      |
| 2000-2001 | Wild du Minnesota        | LNH         | 20 | 1                | 3                | 4                | 4                |                  |   |                      |                      |                      |                      |                      |
| 2000-2001 | Lumberjacks de Cleveland | LIH         | 54 | 8                | 44               | 52               | 22               |                  |   |                      |                      |                      |                      |                      |
| 2001-2002 | HC Vagnerplast Kladno    | Extraliga   | 3  | 0                | 2                | 2                | 0                |                  |   |                      |                      |                      |                      |                      |
| 2001-2002 | Avangard Omsk            | Superliga   | 28 | 5                | 8                | 13               | 32               | 11               | 1 | 3                    | 4                    | 6                    |                      |                      |
| 2002-2003 | Avangard Omsk            | Superliga   | 51 | 14               | 32               | 46               | 68               | 12               | 2 | 4                    | 6                    | 6                    |                      |                      |
| 2003-2004 | Avangard Omsk            | Superliga   | 59 | 16               | 27               | 43               | 48               | 11               | 0 | 3                    | 3                    | 6                    |                      |                      |
| 2004-2005 | HC Rabat Kladno          | Extraliga   | 49 | 13               | 30               | 43               | 50               | 6                | 2 | 2                    | 4                    | 27                   |                      |                      |
| 2005-2006 | HC Rabat Kladno          | Extraliga   | 29 | 11               | 10               | 21               | 48               |                  |   |                      |                      |                      |                      |                      |
| 2005-2006 | Färjestads BK            | Elitserien  | 8  | 0                | 0                | 0                | 4                | 18               | 2 | 0                    | 2                    | 16                   |                      |                      |
| 2006-2007 | HC Rabat Kladno          | Extraliga   | 52 | 18               | 39               | 57               | 89               | 3                | 0 | 0                    | 0                    | 4                    |                      |                      |
| 2007-2008 | HC GEUS OKNA Kladno      | Extraliga   | 59 | 19               | 22               | 41               | 68               | 9                | 5 | 2                    | 7                    | 4                    |                      |                      |
| 2008-2009 | HC Kladno                | Extraliga   | 51 | 17               | 28               | 45               | 34               |                  |   |                      |                      |                      |                      |                      |
| 2009-2010 | HC Kladno                | Extraliga   | 47 | 13               | 24               | 37               | 103              |                  |   |                      |                      |                      |                      |                      |
| 2010-2011 | HC Kladno                | Extraliga   | 52 | 7                | 22               | 29               | 54               |                  |   |                      |                      |                      |                      |                      |
| 2011-2012 | HC Kladno                | Extraliga   | 52 | 10               | 17               | 27               | 26               | 3                | 1 | 3                    | 4                    | 4                    |                      |                      |
| 2012-2013 | HC Kladno                | Extraliga   | 42 | 10               | 22               | 32               | 44               | 10               | 2 | 4                    | 6                    | 2                    |                      |                      |
| 2013-2014 | HC Kladno                | Extraliga   | 40 | 5                | 21               | 26               | 20               | -                | - | -                    | -                    | -                    |                      |                      |
| 2014-2015 | HC Olomouc               | Extraliga   | 48 | 8                | 6                | 14               | 44               | 17               | 2 | 3                    | 5                    | 6                    |                      |                      |

## Carrière internationale
Il représente la République tchèque lors de certains compétitions internationales :
- Championnat du monde
  - 1995 - 4e place
  - 1996 -  Médaille d'or
  - 1997 -  Médaille de bronze. Il est également le meilleur passeur du tournoi (8 passes).
  - 1998 -  Médaille de bronze
  - 1999 -  Médaille d'or
  - 2000 -  Médaille d'or
  - 2001 -  Médaille d'or
  - 2002 - 5e place

- Coupe du monde
  - 1996 -  non qualifiés pour la phase finale

- Jeux olympiques d'hiver
  - 1998 -  Médaille d'or. Il fait partie de la seconde équipe type du tournoi.